# Melanophthalma platensis
Melanophthalma platensis is een keversoort uit de familie schimmelkevers (Latridiidae). De wetenschappelijke naam van de soort werd in 1907 gepubliceerd door Bruch.